# Darío Ortiz (pintor)
Darío Ortiz Robledo (Ibagué, 12 de septiembre de 1968) es un pintor y escritor colombiano. Se graduó del Colegio San Tarsicio de Bogotá en el año 1986. Artista neorrealista colombiano conocido por sus composiciones basadas en temas clásicos, generalmente de personajes bíblicos que trae a la actualidad.

## Biografía
Desde 1987 publica textos breves sobre arte y es colaborador del diario tolimense El Nuevo Día desde 1995. Entre sus publicaciones se cuentan los libros Oscar Rodríguez Naranjo, el pintor de la belleza (1996), Neorealism art for a new century 2000, en colaboración con Carol Damian y los ensayos Los dibujos de Vásquez de Arce y Ceballos (2007), Breve historia de las artes plásticas en el territorio del Tolima (2007), Una novela pintada (2008), El tableautin: esos curiosos cuadros pequeños y su presencia en la obra de Borrero Álvarez (2008), Arte y Cultura (2011) libro de ensayos dentro de los Textos históricos de la colección de pensamiento tolimense, publicado por la Academia de historia del Tolima. En 2003 funda el Museo de Arte del Tolima institución que preside desde entonces.
Pintor autodidacta, expone individualmente desde los 18 años en 1987 y de manera colectiva desde 1984. Ha realizado un centenar de exposiciones colectivas en más de 20 países y una treintena de exposiciones individuales en Italia, Estados Unidos, Francia, Austria, Eslovaquia, China, Corea del sur, Argentina, Ecuador, Venezuela y Colombia. Siendo representativas la muestra Darío Ortiz pittore e disegnatore, en el Museo Civico di Abano Terme en Padova Italia en el 2001; la muestra del mismo año en el Castillo-Museo Fürsteinberg de Weitra Austria; las Crónicas de guerra expuestas en el Kulturzentrum El Arcángel de la Ciudad de Viena, Austria del año siguiente; El tiempo una entelequia, realizada en año 2003 en el Palacio Presidencial de Bratislava en Eslovaquia; La condición humana en la Galería Mundo de Bogotá en 2006 y en las ferias ArtBo 2006 de Bogotá y FIA 2007 de Caracas; Mitología Intima y Ventana al Mundo expuestas en Museos de Colombia y Ecuador 2008 y 2009 ; y más recientemente la serie de aguafuertes Los versos apócrifos de Dante expuesta en el Museo Maguncia de Argentina y en varios museos colombianos.
En el V Festival Latinoamericano de cine de New York del año 1996 se estrena el Video Darío Ortiz, Hacia la renovación del Mito Dirigido por Gustavo de la Hoz y en 1998 Editorial Pijao lanza en el Museo Nacional de Colombia un libro monográfico sobre su pintura. Su obra ha sido ganadora de premios en el XXI Salón de Agosto en Bogotá, el II mundial Artistique Art-Vie en París, el XI Premio Italia per le arte visive en Florencia y más recientemente en la II Bienal Internacional de dibujo de Bogotá. En diciembre de 2002 fue editada en Colombia la estampilla Navidad 2002 con una de sus pinturas más conocidas.
Su obra se encuentra en importantes colecciones públicas como el MOLAA Museo de Arte Latinoamericano de los Ángeles, el Palacio Presidencial de Bratislava en Eslovaquia, el Museo Civico di Abano Terme en Italia, el Museo de Arte Contemporáneo de Guayaquil, el Museo Maguncia de Buenos Aires, el Museo de Antioquia en Medellín y el Museo de Arte Contemporáneo de Bogotá, entre otros.

## Obras
- El último viaje, 2001.
- Vengo a despedirme. 2004
- El juicio de París o París y las prepago. 2006
- El descendimiento. 2003
- Los amigos del metro. 2008

## Exposiciones individuales
2006 
Bogotá, Galería Mundo.
Bogotá, ArtBo 2006, Galería Mundo.
2007 
Caracas, FIA 07 Feria Iberoemericana de Arte, Galería Mundo. 
2008 
Ibagué, Museo de Arte del Tolima. 
Neiva, Museo de Arte Contemporáneo del Huila. 
Santa Marta, Museo Bolivariano de Arte Contemporáneo.
Cartagena, Convento de Santo Domingo.
2009 
Cuenca, Museo de Arte Moderno. 
Quito, CCM Centro Cultural Metropolitano.
Guayaquil, Museo Antropológico y de Arte Contemporáneo.
2010
Buenos Aires, Museo Maguncia.
Roldanillo, Museo Rayo.
Bogotá, Galería Mundo. 
Zhengzhou city, Guan Xiang Art Gallery. 
Seoul, Banditrazos Art Gallery.
Buenos Aires, Sala Multiarte Sigén.
2011
Zhengzhou city, Museo de Arte de Shangdu
2013
Bogotá, LGM Arte Internacional
2015
Toluca, Museo Felipe S. Gutiérrez
2016
Guanajuato, Museo del Pueblo
2017
Guadalajara, Instituto Cultural Cabañas